# محور كلابشة
جسر كلابشة جسر للنقل البري يقع شمال مدينة كوم أمبو بـ 15 كم في المسافة بين جسر أسوان الملجم وجسر ادفو. بدأ العمل فيه بموجب القرار الوزاري رقم 1313 لسنة 2013. يهدف إلى ربط الطريق الصحراوي الغربى بالطريق الزراعي الشرقي من أجل تخفيف الاختناقات المرورية بمختلف مراكز ومدن المحافظة

## المواصفات
يبلغ طول محور جسر كلابشة بأسوان 23 كليو مترًا وعرض 21 متر وبتكلفة بلغت 655 مليون جنيه. (41,770,827 دولار أمريكي).